# Terra di Tutti Film Festival
Il Terra di Tutti Film Festival (abbreviato TTFF) è un festival cinematografico, a tema sociale e umanitario. 
Si svolge ogni anno a Bologna dal 2007.

## Descrizione
Il festival ospita pellicole di taglio sociale (diritti umani, coscienza ambientale, questioni di genere) provenienti da tutto il mondo. 
Riceve, mediamente, 400 film in selezione ogni anno. 
È promossa dalla onlus Cooperazione per lo sviluppo dei paesi emergenti (COSPE), dall'organizzazione non governativa GVC e da WeWorld.
Il TTFF ha presentato in anteprima opere di Andrea Segre (I sogni del lago salato, 2015; Mare chiuso, 2012; Come un uomo sulla terra, 2009; A sud di Lampedusa, 2007), David Riondino (Il Papa in versi, 2016), Federico Ferrone (Il Nemico Interno - Musulmani a Bologna, 2009; Merica, 2007), Francesco Cannito (Shooting Muhammad e Vivamazonia, 2010; Il rifugio, 2013).
Oltre alla visione di corto e lungometraggi, la manifestazione offre al pubblico eventi e conventions. Fra gli ospiti più illustri, si possono citare: Takoua Ben Mohamed, Il Terzo Segreto di Satira, Lo Stato Sociale e tanti altri personaggi attivi, sempre, in azioni umanitarie.

## Premi
- Premio Giovanni Lo Porto al miglior documentario per la difesa dei diritti umanitari. In ricordo del cooperante GVC, ucciso nel 2015.
- Premio Benedetto Senni al miglior documentario contro la povertà e allo sviluppo sociale. Dedicato all'omonimo attivista.
- Premio "Voci di Donne Invisibili" alla migliore opera audiovisiva a tematica femminile.
- Premio Speciale DAMS-Lab alla migliore regia. L'onorificenza è organizzata in collaborazione con gli studenti Unibo, corso Analisi di Film.